# Articulation cotyloïde

Articulation de la hanche, type des énarthroses congruentes où l’on observe le parfait emboîtement du fémur dans le bassin. 1 : fémur. 2 : col du fémur. 3 : tête fémorale. 4 : cotyle ou acetabulum. 5 : labrum ou bourrelet cartilagineux. 6 : os iliaque.

Une articulation cotyloïde (ou articulation sphéroïde) est une jointure synoviale. Les deux surfaces articulaires sont des segments de sphère, l’une convexe et l’autre concave. Lorsque la partie concave englobe l'équateur de la partie convexe on parle d'énarthrose.
Ce type d'articulation à trois axes directeurs et trois degrés de liberté. Elle permet un mouvement de flexion / extension, d'abduction / adduction et un mouvement de rotation.
Chez l’humain,  il existe deux articulations de ce type : l’articulation scapulo-humérale et l'articulation coxale.